# 偶发E层传播
偶发E层传播（英語：Sporadic E propagation）是超短波（尤其是VHF波段）在电离层的偶发E层（又称Es层）上的反射和散射传播，利用Es层可以实现数千公里的超短波超视距通信。

## 特征
Es层是电离层内一种短暂而不规则的强电离薄层，它是小的、强烈电离的云。其高度范围为90-140千米，厚度从数百米至一千米不等，水平尺度从几十千米到几百千米不等。电离层Es电子密度非常高，可达到常规E层电子密度的100倍。Es层形成原因可能有多种，可能与风切变或雷电、流星等有关，目前尚未得出定论。Es层多出现在夏季，每次持续时间从几分钟到数小时不等，活动有昼夜变化、季节变化和太阳黑子周期变化，并随地理经度、纬度而异。
Es层可以反射频率在25至225MHz之间的电波，传输距离可达上千公里，可利用这一点实现VHF频段超视距通信（正常情况下VHF频段最大传输距离一般为数百公里），一些爱好者也会利用Es层出现的机会进行超远距离电视或调频广播接收（TV-DX或FM-DX），以及超视距VHF频段业余无线电通联。但有些情况下，Es层传播可能会导致正常的广播电视受到数千公里外的电视台或广播电台干扰，影响正常节目传输。